# Chuột hams Cam Túc
Chuột hams Cam Túc, tên khoa học Cansumys canus, là một loài động vật có vú, loài duy nhất trong chi Cansumys, thuộc họ Cricetidae, bộ Gặm nhấm. Loài này được G. M. Allen mô tả năm 1928.. Chúng là loài đặc hữu của Trung Quốc.